# پیتر رایت (کشتی‌گیر)
پیتر رایت (انگلیسی: Peter Wright) کشتی‌گیر اهل بریتانیا بود. از افتخارات وی میتوان به کسب مدال برنز کشتی آزاد وزن Lightweight در بازی‌های المپیک تابستانی ۱۹۲۰ اشاره کرد.